# Minicatus mirabilis
Minicatus mirabilis là một loài ruồi trong họ Asilidae. Minicatus mirabilis được Lehr miêu tả năm 1967. Loài này phân bố ở vùng Cổ Bắc giới.